# Grijs (ep van Nielson)
Grijs is een extended play van de Nederlandse singer-songwriter Nielson, die hij uitbracht onder zijn echte naam Niels Littooij. Het was de eerste release na een jaar stilte.

## Achtergrond
Op 10 augustus 2020 overleed plotseling Nielsons neef - en tevens beste vriend - Nathan, bij wie een maand eerder leukemie was geconstateerd. Gedurende het rouwproces  dat volgde zette Nielson zijn gedachten en emoties op papier. Naar eigen zeggen trok hij zich terug in zijn studio om via muziek te kunnen rouwen. "Aan mijn bureau, nat van tranen en verspilde whiskey, schreef ik mijn ongefilterde gedachten en gevoelens op en maakte er liedjes van", zei hij hierover op Instagram. De nummers die Nielson maakte noemde hij "liedjes die niet hadden mogen bestaan" en "muziek om te verwerken in plaats van vermaken". In eerste instantie was de zanger niet van plan om de nummers uit te brengen. Nielson zag het proces vooral als rouwverwerking. Hij besloot anders, want het "voelde niet goed om zomaar de draad weer op te pakken alsof er niets gebeurd was".
Gezien de thematiek bracht Nielson de ep uit onder zijn eigen naam. De reden hiervan is omdat de nummers over zijn eigen persoonlijke rouwproces gaan. Daarnaast zette hij hiermee naar eigen zeggen "een stap op de weg terug naar alle mooie dingen die ik aan het doen was met Nielson". De zanger noemde de ep Grijs, omdat die kleur rouw en verdoving het beste zou uitdrukken.
Grijs verscheen op 7 juni 2021, de dag waarop Nathan 29 jaar zou zijn geworden.
Het nummer 'Grijs' werd in de zomer van 2022 door Jaap Reesema gecoverd in het programma Beste Zangers. Deze versie, die met miljoenen streams een grote hit werd, verscheen op het in februari 2023 verschenen album Als je voor me staat.

## Tracklist
1. Het was een droom
2. Jij bent niet hier
3. Grijs
4. Hoe dan ook
5. Spirit
6. Blauwe spijkerjas